# Mickaël Bourgain
Mickaël Bourgain (Boulogne sur Mer, 28 mei 1980) is een Frans voormalig baanwielrenner die zijn gehele carrière uitkwam voor Cofidis.

## Carrière
Mickaël Bourgain won op de Olympische Spelen van 2004 (Athene) een bronzen medaille, in de ploegensprint, samen met Laurent Gané en Arnaud Tournant.
Op de Olympische Spelen van 2008 (Peking) won hij wederom een bronzen medaille, ditmaal in de individuele sprint. Op 6 januari 2012 wordt er bekendgemaakt dat Grégory Baugé zijn Wereldtitels van 2011 moet inleveren in verband met een schorsing. Bourgain schuift hierdoor op naar de derde plaats op de sprint.

## Overwinningen
1999
- Wereldbekerwedstrijd ploegensprint in Cali (met Arnaud Tournant en Vincent Le Quellec)
- Wereldbekerwedstrijd sprint in Cali

2003
- Wereldbekerwedstrijd sprint in Kaapstad
- Frans kampioen op de baan over 1 kilometer, Elite

2004
- Wereldkampioen teamsprint, Elite (met Laurent Gané en Arnaud Tournant)
- Wereldbekerwedstrijd keirin in Aguascalientes
- Wereldbekerwedstrijd teamsprint in Aguascalientes (met Laurent Gané en Arnaud Tournant)
- Wereldbekerwedstrijd sprint in Aguascalientes
- Frans kampioen keirin, Elite

2005
- Wereldbekerwedstrijd sprint in Los Angeles
- Wereldbekerwedstrijd sprint in Manchester
- Frans kampioen keirin, Elite

2006
- Wereldbekerwedstrijd teamsprint in Los Angeles (met Grégory Baugé en François Pervis)
- Wereldkampioen teamsprint, Elite (met Arnaud Tournant en Grégory Bauge)

2007
- Wereldkampioen teamsprint, Elite (met Arnaud Tournant en Grégory Bauge)
- Wereldbekerwedstrijd sprint in Sydney

2009
- Wereldbekerwedstrijd teamsprint in Peking (met Kévin Sireau en François Pervis)
- Wereldkampioen teamsprint, Elite (met Grégory Bauge en Kevin Sireau)

## Grote rondes
Geen